# Nimmy March
Lady Naomi Anna Gordon-Lennox, bekannt als Nimmy March, (* März 1962 als Naomi Anna March in Kingston, Surrey) ist eine englische Schauspielerin.

## Leben
Marchs biologische Eltern waren ein schwarzer Südafrikaner aus Lesotho und eine weiße englische Mutter. Als uneheliches Kind wurde sie von ihrer Mutter zur Adoption freigegeben. Sie wurde von dem damaligen Earl und der damaligen Countess of March and Kinrara, heute Duke und Duchess of Richmond, adoptiert. Aufgrund ihrer Hautfarbe sorgte die Adoption in Adelskreisen für Aufsehen. Die Adoptionseltern wurden als „Besudelung der Aristokratie“ verunglimpft.
Sie besuchte die exklusive Hampshire School und anschließend eine Schauspielschule.
Bis 2004 hatten Adoptivkinder von Peers kein Recht auf Adels- oder Höflichkeitstitel. Aufgrund einer Royal Warrant vom 30. April 2004 haben nun alle Kinder Anspruch auf die gleichen Anreden und Höflichkeitstitel. Seither ist Naomi March The Lady Naomi Gordon-Lennox.
1999 heiratete sie Gavin Burke. Gemeinsam haben sie drei Kinder und sind mittlerweile geschieden. Sie hat vier Geschwister.
March ist Buddhistin und bisexuell.

## Filmografie (Auswahl)
- 1986: Albion Market (Fernsehserie, 2 Folgen)
- 1986: To Have and to Hold (Miniserie)
- 1987: Stop That Laughing at the Back (Fernsehserie)
- 1987–1988: The Lenny Henry Show (Fernsehserie, 10 Folgen)
- 1989: Desmons’s (Fernsehserie, eine Folge)
- 1989: Split Ends (Fernsehserie, 6 Folgen)
- 1989: Dreaming Rivers (Kurzfilm)
- 1990–1998: The Bill (Fernsehserie, 2 Folgen)
- 1990: Unmasking Aids (Kurzfilm)
- 1992: A Bit of Fry and Laurie (Fernsehserie, eine Folge)
- 1992–1993: Rides (Fernsehserie, 12 Folgen)
- 1994: Coronation Street (Fernsehserie, 2 Folgen)
- 1994: Thin Ice
- 1995: A Touch of Frost (Fernsehserie, eine Folge)
- 1995–1996: Goodnight Sweetheart (Fernsehserie, 4 Folgen)
- 1996: My Good Friend (Fernsehserie, 5 Folgen)
- 1994–1997: Common As Muck (Fernsehserie, 8 Folgen)
- 1998: Undercover Heart (Fernsehserie, 6 Folgen)
- 1999: Kiss Me Kate (Fernsehserie, eine Folge)
- 2000: London’s Burning (Fernsehserie, 8 Folgen)
- 2000–2001: Down to Earth (Fernsehserie, 4 Folgen)
- 2001: Gimme Gimme Gimme (Fernsehserie, eine Folge)
- 2002: Holby City (Fernsehserie, eine Folge)
- 2003: 40 (Fernsehserie, 3 Folgen)
- 2004–2017: Doctors (Fernsehserie, 3 Folgen)
- 2004: William and Mary (Fernsehserie, 3 Folgen)
- 2006: Strictly Confidential (Fernsehserie, 6 Folgen)
- 2006–2015: Casualty (Fernsehserie, 2 Folgen)
- 2007: Blue Murder (Fernsehserie, eine Folge)
- 2008: Waking the Dead – Im Auftrag der Toten (Waking the Dead, Fernsehserie, 2 Folgen)
- 2009: Collision (Fernsehserie, 2 Folgen)
- 2013: Emmerdale Farm (Fernsehserie, 3 Folgen)
- 2013: Moonfleet (Miniserie)
- 2009–2014: Law & Order: UK (Fernsehserie, 3 Folgen)
- 2014: EastEnders (Fernsehserie, eine Folge)
- 2015: Waterloo Road (Fernsehserie, eine Folge)
- 2015: Casualty (Fernsehserie, 2 Folgen)
- 2015: Kommissar Wallander: Der Feind im Schatten (The Troubled Man, Fernsehreihe)
- 2016: Death in Paradise (Fernsehserie, eine Folge)
- 2016: Moving On (Fernsehserie, eine Folge)
- 2017: Emerald City – Die dunkle Welt von Oz (Emerald City, Fernsehserie, eine Folge)
- 2017: Different for Girls (Fernsehserie, eine Folge)
- 2018: Butterfly – Alle meine Farben (Butterfly, Miniserie, 2 Folgen)
- 2018: Star Cops (Fernsehserie, 8 Folgen, Stimme)
- 2019: Der dunkle Kristall: Ära des Widerstands (The Dark Crystal: Age of Resistance, Fernsehserie)
- 2020: Dun Breedin (Miniserie, 2 Folgen)
- 2020: Summerland
- 2021: Inspector Barnaby (Midsomer Murders, Fernsehserie, eine Folge)